# Slätskär, Raseborg
Slätskär är en ö i Finland. Den ligger i Finska viken och i kommunen Raseborg i landskapet Nyland, i den södra delen av landet. Ön ligger omkring 97 kilometer väster om Helsingfors.
Öns area är 1,4 hektar och dess största längd är 180 meter i nord-sydlig riktning. Närmaste befolkade plats är Tvärminne Zoologiska Station, 9,8 km nordväst om Slätskär.